# Комендантка
Коменда́нтка (рос. Комендантка) — село (колишнє селище) у складі Чаришського району Алтайського краю, Росія.

## Населення
Населення — 73 особи (2010; 99 у 2002).
Національний склад (станом на 2002 рік):
- росіяни — 95 %